# Маргарита де Мелён
Маргарита де Мелён (Marguerite de Melun) (ум. до 1448) — виконтесса Мелёна, графиня Танкарвиля, дама де Монтрё-Белле.
Дочь (единственный ребёнок) Гильома де Мелёна (погиб в битве при Азенкуре 25 октября 1415 года) и Жанны де Партене, дамы де Санблансе (ум. после 1419).
В 1417 году вышла замуж за Жака II д’Аркура, барона Монгомери. Он погиб в 1428 году.
В 1420 году Мелён оккупировали англичане (город сдался после 4-месячной осады). Также английский король конфисковал сеньорию Бланди, принадлежавшую графству Танкарвиль, и пожаловал её своему стороннику Жану де Курселю. Эти земли были возвращены Маргарите в 1435 году.
Дети:
- Мария д’Аркур (ум. 01.09.1464), жена Жана де Дюнуа.
- Гильом д’Аркур (ум. 1484) — барон Монгомери, граф Танкарвиля, виконт Мелёна и Гурне.